# Rhenanorallus rhenanus
Rhenanorallus rhenanus — викопний вид журавлеподібних птахів родини пастушкових (Rallidae), що існував на межі олігоцену та міоцену в Європі.

## Скам'янілості
Скам'янілі рештки птаха знайдені у Німеччині. Описаний з решток плечової кістки. Вид названо на честь річки Рейн.